# Iron Fire
Iron Fire ist eine True-Metal/Power-Metal-Band aus Kopenhagen, die 1997 von Martin Steene und Kristian H. Martinsen gegründet wurde. Textlich befasst sich die Band mit Themen wie Fantasy, mystischen Sagen oder der nordischen Mythologie. Allerdings sind auch deutliche Einflüsse des True Metal zu erkennen, so befassen sich viele Songs auch mit Themen wie Kämpfe, Ehre, fiktive Königreiche oder glorreiche Schlachten.

## Geschichte
Ihre Anfänge verzeichnete Iron Fire in der Schulzeit Steenes. In dieser Zeit durchlief die Band einige starke Änderungen sowie in Genres als auch in Bandnamen. Anfangs gedacht als Heavy Metal/Hard-Rock-Coverband namens „Misery“ entwickelte sich die Band stilistisch in die Richtung des Doom Metal und änderte ihren Namen in „Decades of Darkness“. Danach wurde die Band in ihrer Musik wiederum aggressiver und entwickelte sich hin zu einem Mix aus Melodic Death Metal und Black Metal. Martin Steene wollte jedoch wieder zurück zu den Anfängen, woraufhin die Band entschloss, sich Power- und Speed-Metal anzueignen und sich in „Iron Fire“ umzubenennen.

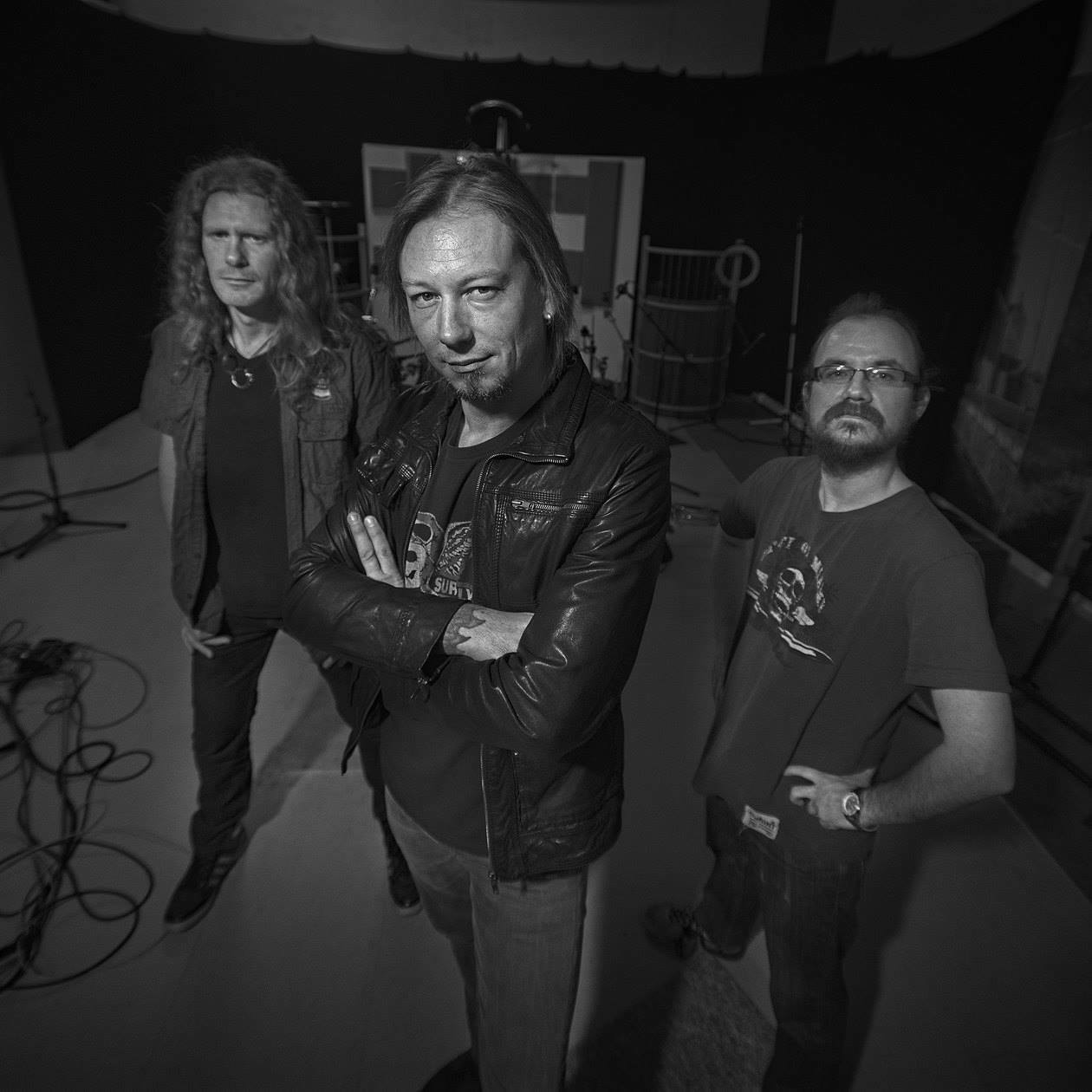
Promofoto

Da Steene es für nicht genug hielt, ausschließlich Cover zu spielen, begann er, eigenes Material für die Projektband zu schreiben. Der Durchbruch für Iron Fire begann schließlich 1998, als die Band eine Demo-CD aufnahm, die kurz darauf ausschließlich positive Kritiken aus Skandinavien und letztlich auch aus ganz Europa erfuhr. Anschließend unterschrieben sie einen Vertrag beim deutschen Label Noise Records. Nach Zusammenarbeit mit dem Produzenten Tommy Hansen erschien im Jahr 2000 das Album Thunderstorm.
Kurze Zeit später trennte sich die Band von ihrem Gitarristen Kristian Iversen und von ihrem Schlagzeuger Gunnar Olsen. Letzterer konnte durch Morten Plenge, Schlagzeuger der Bands Coitus Interruptus und Push, ersetzt werden. Mit ihm nahmen sie das im März 2001 erschienene Album On the Edge auf, welches von den Medien zerrissen wurde. Verhältnismäßig schlechte Bewertungen und Kritiken waren für Kristian Martinsen (Gitarre) und Jakob Lykkebo (Bass) Gründe, die Band zu verlassen. Außerdem schied Morten Plenge durch Probleme mit den Handgelenken direkt wieder aus. Steene fand in Martin Slott (Gitarre) und Steve Mason (Schlagzeug) neue Bandmitglieder, musste den Bass aber selbst übernehmen, während er sang, da dafür kein Ersatz gefunden werden konnte. Die nächste Demo-CD konnte beim Label nicht überzeugen, was schließlich zur Folge hatte, dass der Vertrag mit Iron Fire gekündigt wurde. Daraufhin schlossen sich der Gitarrist Søren Jensen und der Bassist José Cruz der Band an. Der Gesang auf der Demo wurde erneut aufgenommen und einige neue Songs hinzugefügt. Schlagzeug, Bass und Gitarren wurden in Søren Jensens Studio „Niflheim“ aufgenommen, der Gesang, Keyboard und Lead-Gitarren in Martin Steenes Studio „HellFire“. Eine Woche nach Fertigstellung der Demo-CD verließ Søren Jensen die Band, da sie sich in eine falsche Richtung entwickelt habe. Ersatz fand man jedoch schnell in Jeff Lukka. Nach einigen Konzerten trennten sich Steene und Andersen aufgrund von Meinungsverschiedenheiten vom Rest der Band. Die ausgeschiedenen Musiker gründeten die Band Blinded by Fear, Steene und Andersen verbrachten die nächsten sechs Monate mit Songwriting und der Suche nach neuen Musikern – die sie in Martin Sunddal (Schlagzeug) und Martin Slott (Gitarre) auch fanden.
Nach einigen weiteren Abgängen konnte man im Jahr schließlich einen Vertrag bei Napalm Records unterzeichnen und das Album Revenge auf den Markt bringen. Im Jahr 2007 erschien ihr viertes Studio-Album Blade of Triumph – beide Alben wurden wieder positiver angenommen und besser bewertet. Im August 2007 verließ Jens B. aus familiären Gründen die Band, ersetzt wurde er durch Fritz Wagner. Im Januar 2008 verließ Johan Jacob Høvring Olsen die Band, da er sich mittlerweile mehr zum Jazz hingezogen fühlte, Ersatz fand man am 12. Januar 2009, drei Tage nach der europäischen Veröffentlichung des Albums To the Grave.
Im Oktober 2010 wurde das Album  Metalmorphosized veröffentlicht, und im Januar 2012 folgte das mittlerweile achte Studioalbum Voyage of the Damned.

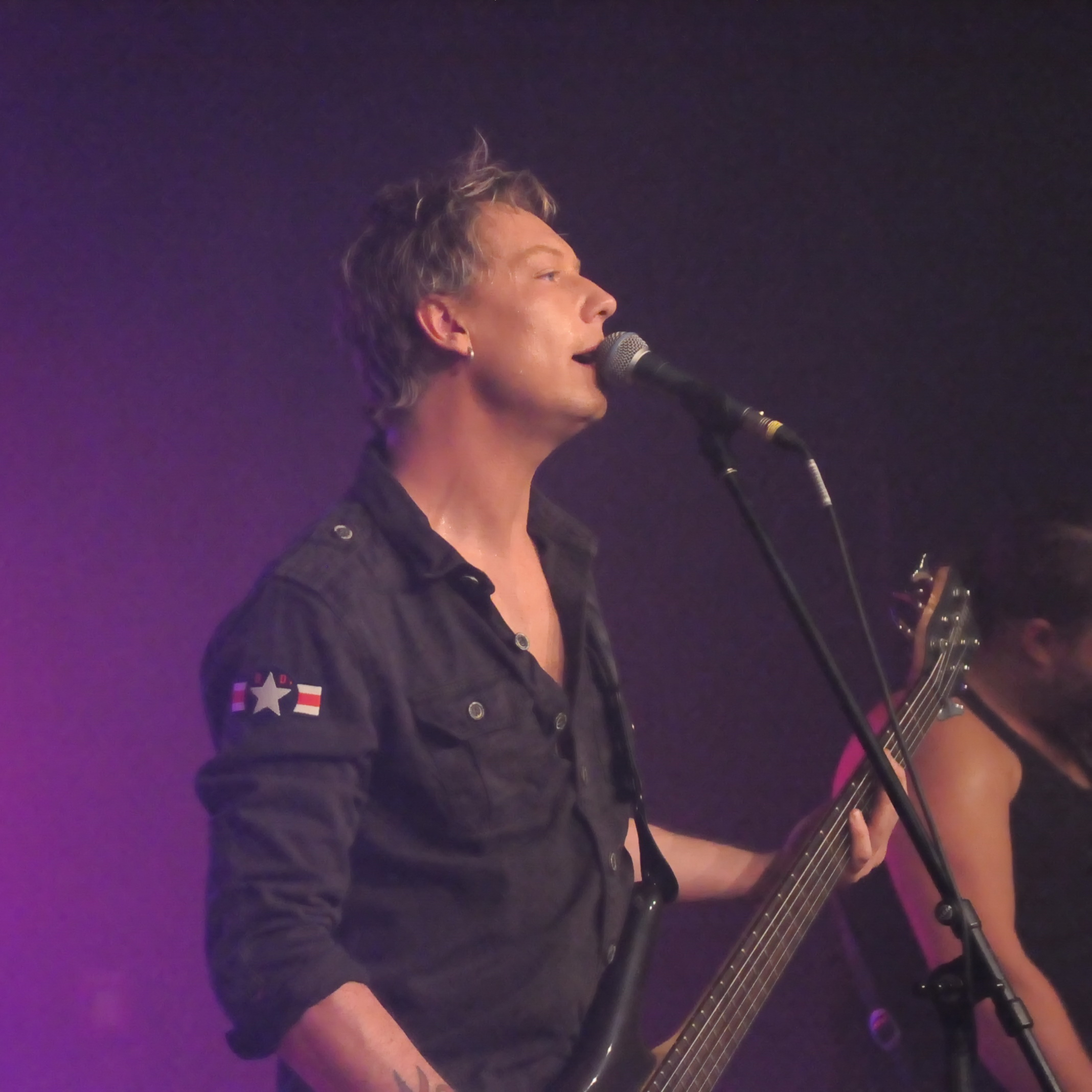
Martin Steene
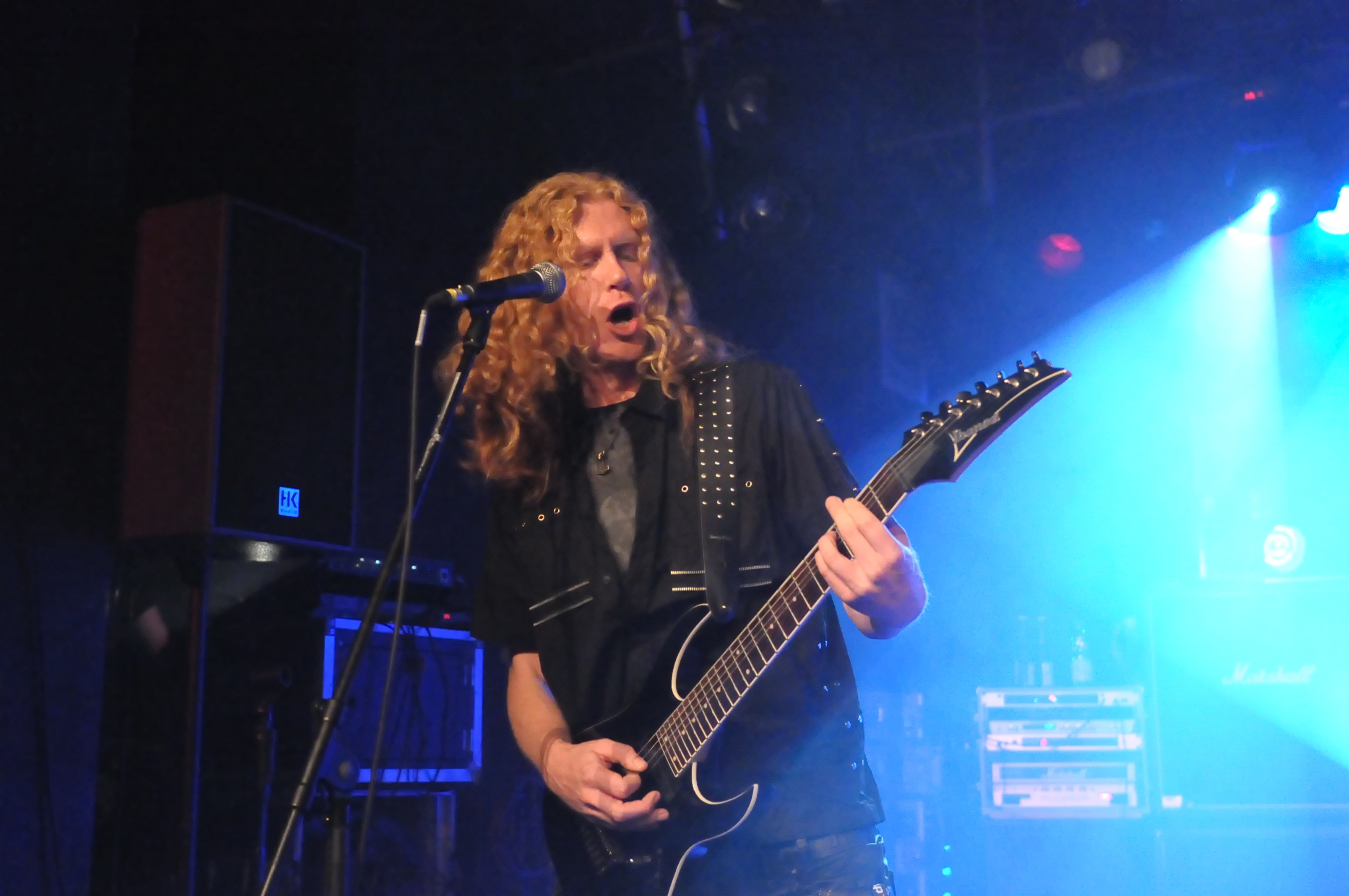
Kirk Backarach
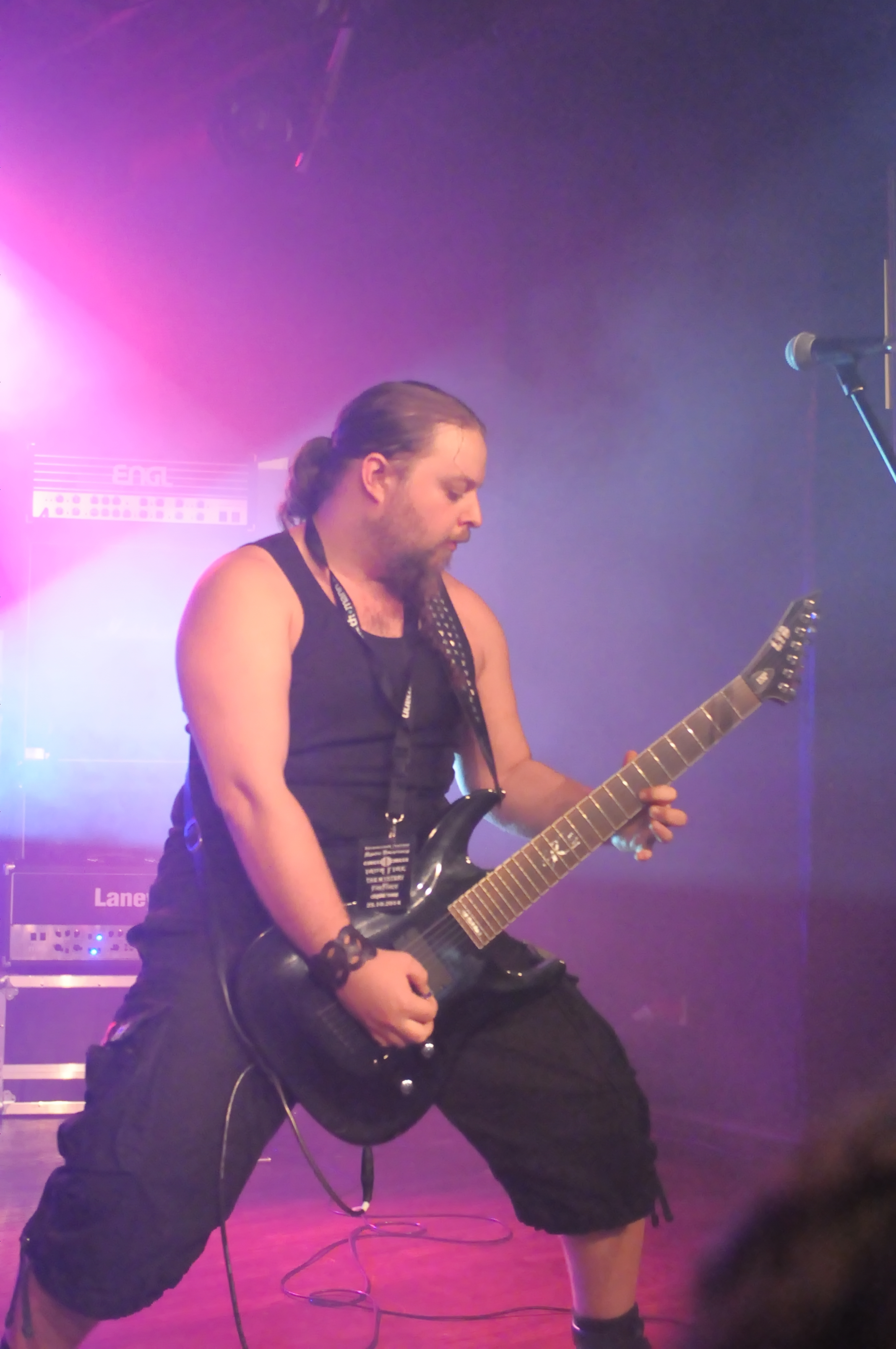
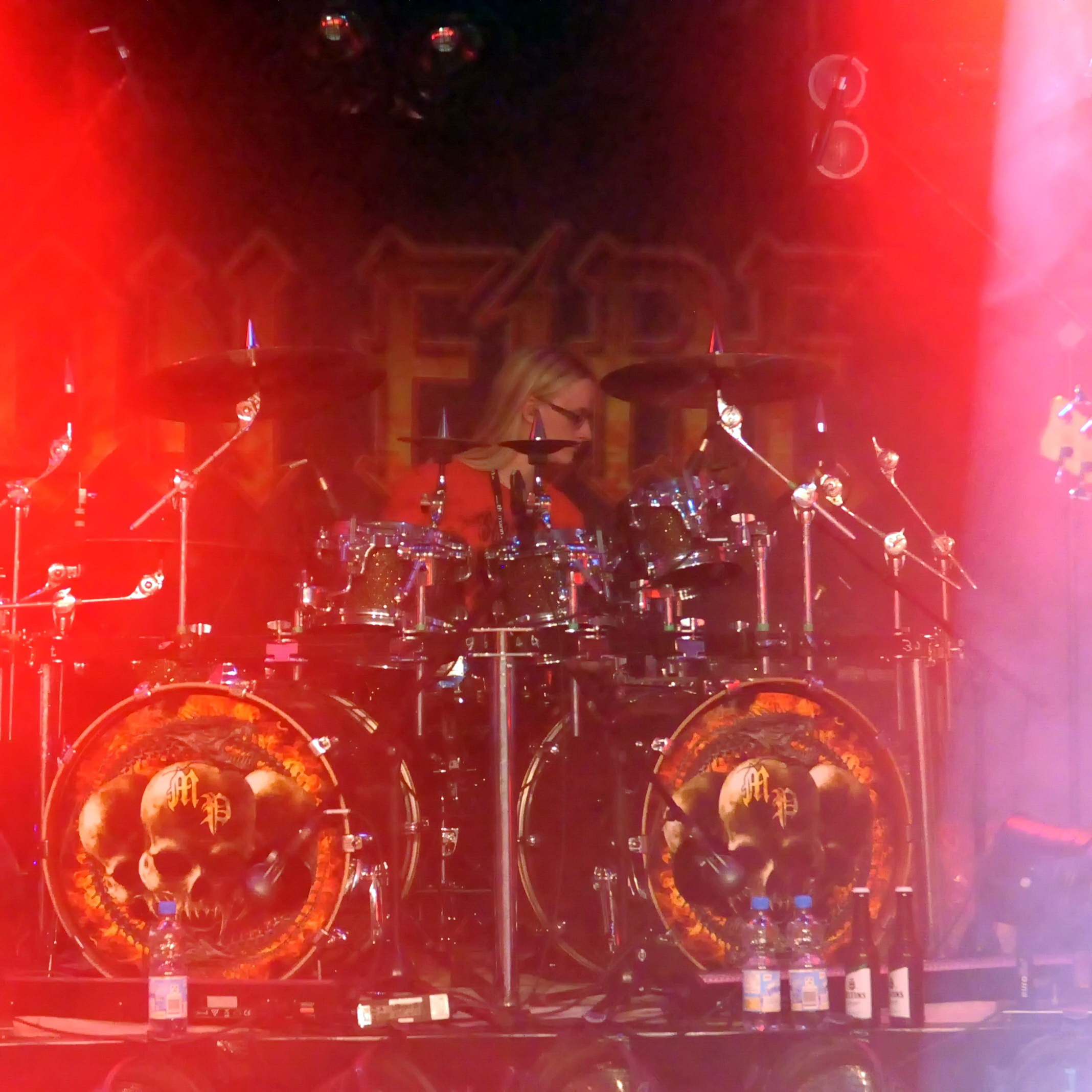
Sigurd Jøhnk-Jensen

## Diskografie

### Studioalben
- 2000: Thunderstorm (CD; Modern Music Records)
- 2001: On the Edge (CD/MC; Noise Records)
- 2003: The Underworld (CD; Eigenvertrieb)
- 2006: Revenge (CD; Napalm Records)
- 2007: Blade of Triumph (CD; Napalm Records)
- 2009: To the Grave (CD; Napalm Records)
- 2010: Metalmorphosized (CD; Napalm Records)
- 2012: Voyage of the Damned (CD; Napalm Records)
- 2016: Among the Dead (CD/LP/MC; Crime Records AS)
- 2019: Beyond the Void  (CD; Crime Records / Cargo)

### Kompilationen
- 2018: Dawn of Creation (Twentieth Anniversary) (2xCD; Crime Records AS) Beinhaltet die ältesten Demos, seltene Liveaufnahmen und 4 neue Lieder.

### Demos
- 1998: Iron Fire (CDR; Eigenvertrieb)
- 2003: IF (CD; Eigenvertrieb)

### Singles
- 2014: A Token of My Hatred (MP3; Eigenvertrieb)
- 2014: Tornado of Sickness (MP3; Eigenvertrieb)

## Musikvideos
- 2012: Leviathan (Regie: Frederik Lavesen, Søren Engberg)
- 2016: Among The Dead (Regie: Kristan Iversen)